# Eleme (langue)
Pour les articles homonymes, voir Eleme (homonymie).
L’eleme est une langue ogoni parlée par les Eleme (en) dans l’État de Rivers au Nigeria.

## Écriture
L’eleme a connu plusieurs orthographes avant d’avoir une orthographe standardisée publiée dans le volume 10 de Orthographies of Nigerian languages en 2011.
| a | b | ch | d | e | ɛ | f | g | gb | gw | h | i | j | k | kp | kw | l | m | n | nw | ny | o | ɔ | p | r | s | t | u | w | y | ʼ |

Les voyelles nasales sont indiquées avec le tilde ‹ ã ɛ̃ ĩ ɔ̃ ũ ›.